# 水尾比呂志
水尾 比呂志（みずお ひろし、本名・博、1930年11月7日 - 2022年1月3日）は、日本の美術史家、民藝運動家、武蔵野美術大学名誉教授・元学長。

## 略歴
大阪府出身。高校時代から詩を書き、詩誌「櫂」同人。柳宗悦に師事し、旧制福岡高等学校を経て東京大学文学部卒業、1955年（昭和30年）同大学院美術史学科修士課程修了。舞台・放送作家でもあった。
日本民藝館館員を経て、1963年（昭和38年）武蔵野美術大学助教授、1970年（昭和40年）に教授、1986年（昭和61年）学長、1994年（平成6年）退任し名誉教授。2003年（平成15年）5月に日本民藝協会会長（2011年6月まで）。講師として晩年まで、毎年各地で行われた日本民藝協会の全国大会・講座、また柳宗悦をめぐる講演・シンポジウムに多く参加していた。
国立近代美術館運営委員、通産省伝統的工芸品産業審議会委員、文化庁文化財保護審議会委員、「國華」名誉顧問、日本民藝協会名誉会長、日本民藝館理事。
2022年1月3日、誤嚥性肺炎のため死去。91歳没。

## 受賞歴
- 1962年、『デザイナー誕生』毎日出版文化賞
- 1962年、ザルツブルグ・オペラ賞
- 1967年、ラジオドラマ「愛と修羅」イタリア賞
- 1968年、ギャラクシー賞
- 1973年、イタリア賞
- 1981年「音楽と舞踊による映像絵巻 月〜竹取物語より」脚本　イタリア放送協会賞
- 1982年、国際エミー賞　公演芸術部門優秀賞[2][6]
- 2017年、秋の叙勲　瑞宝中綬章受章[7]

## 著書
創作
- 『汎神論 水尾比呂志詩集』ユリイカ 1958
- 『海・そして愛の景色　放送劇集』思潮社 1966

美術論
- 『デザイナー誕生 近世日本の意匠家たち』美術選書：美術出版社 1962
- 『東洋の美学』美術選書：美術出版社 1963
- 『いけばな　花の伝統と文化』美術出版社 1966
- 『日本宗教造型論』美術選書：美術出版社 1966
- 『東洋の美学』美術選書：美術出版社 1967
- 『美の終焉』筑摩書房 1967
- 『民芸の美』日本の美と教養：河原書店 1967
- 『現代民芸論－手仕事のゆくえ』新潮社 1968
- 『日本美術史－用と美の造型』筑摩書房：総合大学 1970／新版 筑摩叢書 1982
  - 『日本造形史－用と美の意匠』武蔵野美術大学出版、2002
- 『わび』淡交社 1971
- 『日本美の意匠』SD選書：鹿島研究所出版会 1971、新版1984
- 『民窯の旅 焼物の美を求めて』芸艸堂、1972
- 『古窯の旅 日本の焼物』芸艸堂、1975
- 『琳派』芸艸堂：著作選集、1976
- 『手仕事について』芸艸堂：著作選集、1977
- 『近世名匠伝』芸艸堂：著作選集、1977
  - 『近世日本の名匠』講談社学術文庫、2006
- 『障壁画史 荘巌から装飾へ』美術選書：美術出版社、1978
- 『現代の陶匠』芸艸堂：著作選集、1979
- 『茶と花』芸艸堂：著作選集、1979
- 『「美の法門」 柳宗悦を読む』東峰書房、1980
- 『障壁画巡歴』芸艸堂：著作選集、1980
- 『日本美の周辺』PHP研究所、1981。新編再刊
- 『日本の美術 その形と心』岩波ジュニア新書、1982
- 『美しさといふこと　水尾比呂志随想集』用美社、1985
- 『日本美の造型』芸艸堂、1987。解説集成
- 『評伝 柳宗悦』筑摩書房、1992、ちくま学芸文庫（増訂版）、2004

### 編著・共著
- 『古都の障壁画』葛西宗誠・矢野正善写真 淡交新社 1963
- 『沖縄の民芸』二川幸夫撮影 田中一光構成 美術出版社 1964
- 『宗達光琳派扇面画集』編・解説 光琳社出版 1965
- 『宗達光琳派画集』上・下、編・解説 光琳社出版 1966
- 『障壁画全集 智積院』編著 美術出版社 1966
- 『扇絵名品集』淡交新社 1967。図版解説
- 『邪鬼の性』井上博道写真 淡交新社 1967
- 『日本の石佛』細井良雄・佐藤宗太郎共著 鹿島研究所出版会 1970
- 『日本の造形2　竹編』淡交社 1970 図版解説。全3巻、他は1木組 清家清、3紙折 吉田光邦
- 『障壁画全集　醍醐寺三宝院』 編著 美術出版社 1972
- 『日本の名画4 俵屋宗達』 編著 講談社 1973
- 『かきつばた光琳』平凡社ギャラリー 1973
- 『李朝民画』伊丹潤 編、講談社 1975 - 李禹煥と分担解説
- 『現代の陶芸 第三巻』責任編集 講談社 1975 - 河井寛次郎・濱田庄司・バーナード・リーチ
- 『現代の陶芸 第十五巻』責任編集 講談社 1976

佐久間藤太郎・金城次郎・舩木道忠・舩木研児・河井武一・上田恒次・島岡達三・瀧田項一・鈴木繁男・武内晴二郎
- 『日本のやきもの 25　民窯Ⅰ』編著 講談社 1976
- 『日本やきもの旅行 3 瀬戸・美濃・常滑・越前・九谷』平凡社・歴史と文学の旅 1976
- 『日本の美術 45 装飾古墳』小学館ブック・オブ・ブックス 1977
- 『益子参考館 濱田庄司蒐集』全3巻、責任編集 学習研究社 1978-79
- 『柳宗悅 民藝　日本民俗文化大系 6』講談社 1978。著作の編・解説
- 『芹沢銈介作品集』全5冊+別巻1、求龍堂 1978-80。編・解説
- 『現代日本の陶芸 第13巻 民藝と個人作家』責任編集 講談社 1983
- 『現代日本の陶芸 第2巻 用と美の巨匠』責任編集 講談社 1984
- 『柳宗悦民藝紀行』編 岩波文庫 1986
- 『濱田庄司 近代日本の陶匠』講談社カルチャーブックス 1992

副題：京都で道を見つけ、英国で始まり、沖縄で学び、益子で育った。図版解説
- 『柳宗悦 新編 美の法門』編 岩波文庫 1995
- 『柳宗悦随筆集』編 岩波文庫 1996
- 『國華の軌跡 : 名品探索百十年』朝日新聞社 2003 解説
- 『柳宗悦 民藝とは何か』講談社学術文庫 大文字版 2006 解説

### 翻訳
- バーナード・リーチ『乾山 四大装飾芸術家の伝統』東京美術 1967
- 『バーナード・リーチ 日本絵日記』柳宗悦訳を補訳 講談社学術文庫 2002